# Mycalesis imitatrix
Mycalesis imitatrix är en fjärilsart som beskrevs av Martin 1929. Mycalesis imitatrix ingår i släktet Mycalesis och familjen praktfjärilar. Inga underarter finns listade i Catalogue of Life.